# Georg Schneider (Verwaltungsjurist)
Georg Schneider (* 11. August 1876 in Ebernburg im Landkreis Rockenhausen; † 1961) war ein deutscher Verwaltungsjurist und Landrat.

## Leben
Nach dem Abitur am Gymnasium Bad Kreuznach leistete Georg Schneider seinen Militärdienst als Einjährig-Freiwilliger und studierte in den Jahren von 1896 bis 1900 Rechtswissenschaften an der Eberhard Karls Universität Tübingen, der Ludwig-Maximilians-Universität München (seit 1897 Mitglied der Studentenverbindung Corps Suevia München) 
und der Friedrich-Alexander-Universität Erlangen-Nürnberg. Nach der ersten juristischen Staatsprüfung folgte der dreijährige Vorbereitungsdienst (Referendariat), der ihn zum Amtsgericht Rockenhausen, Landgericht München I, Bezirksamt Garmisch-Partenkirchen und zur Stadtverwaltung München führte. 1903 folgte das Große juristische Staatsexamen mit anschließender Beschäftigung als Akzessist bei der Regierung von Oberbayern. 1908 wechselte er in die Kommunalverwaltung und wurde Assessor beim Bezirksamt Gunzenhausen. Während seines Kriegsdienstes wurde er mehrfach verwundet, so dass er 1916 in die Verwaltung zurückkehrte. Bevor er am 1. April 1920 zum Regierungsrat ernannt wurde, war er als Assessor beim Bezirksamt Starnberg eingesetzt. In der Zeit vom 1. Juli 1923 bis zum 30. April 1942 war Schneider Bezirksamtsvorstand (ab 1939 Landrat) des Bezirksamtes Höchstadt (ab 1939 Landkreis Höchstadt an der Aisch). 1862 wurden in Bayern auf der unteren Verwaltungsebene aus den Landgerichten die Bezirksämter geschaffen, deren Leiter Bezirksamtmänner (ab 1920 Bezirksoberamtmänner) oder Bezirksamtsvorstände waren. 1939 wurde für diese Verwaltungsebene der Begriff Landkreis eingeführt.
Am 1. Januar 1928 erhielt Schneider Titel und Rang eines Oberregierungsrats verliehen.  Am 1. Mai 1935 trat er der NSDAP bei (Mitgliedsnummer 3.665.745). Zum 1. Mai 1942 wurde er in den Ruhestand verabschiedet.